# Parabotia fasciata
Parabotia fasciata is een straalvinnige vissensoort uit de familie van modderkruipers (Cobitidae). De wetenschappelijke naam van de soort is voor het eerst geldig gepubliceerd in 1872 door Dabry de Thiersant.
De soort staat op de Rode Lijst van de IUCN als niet bedreigd, beoordelingsjaar 2007.